# Fenoperidin

Strukturformel för fenoperidin.

Fenoperidin, summaformel C23H29NO, är ett anestesipreparat som tillhör gruppen opioider. Medlet liknar morfin och petidin men har betydligt kraftigare bedövande och andningshämmande effekt. Preparatet är narkotikaklassat. Varunamn i Sverige var Lealgin (injektionsvätska).
Substansen är narkotikaklassad och ingår i förteckningen N I i 1961 års allmänna narkotikakonvention, samt i förteckning II i Sverige.